# تورین گرین
تورین گرین (انگلیسی: Taurean Green؛ زادهٔ ۲۸ نوامبر ۱۹۸۶) بازیکن بسکتبال اهل ایالات متحده آمریکا است.
از باشگاه‌هایی که در آن بازی کرده‌است می‌توان به دنور ناگتس و پورتلند تریل بلیزرز اشاره کرد.